# Tyndall Air Force Base

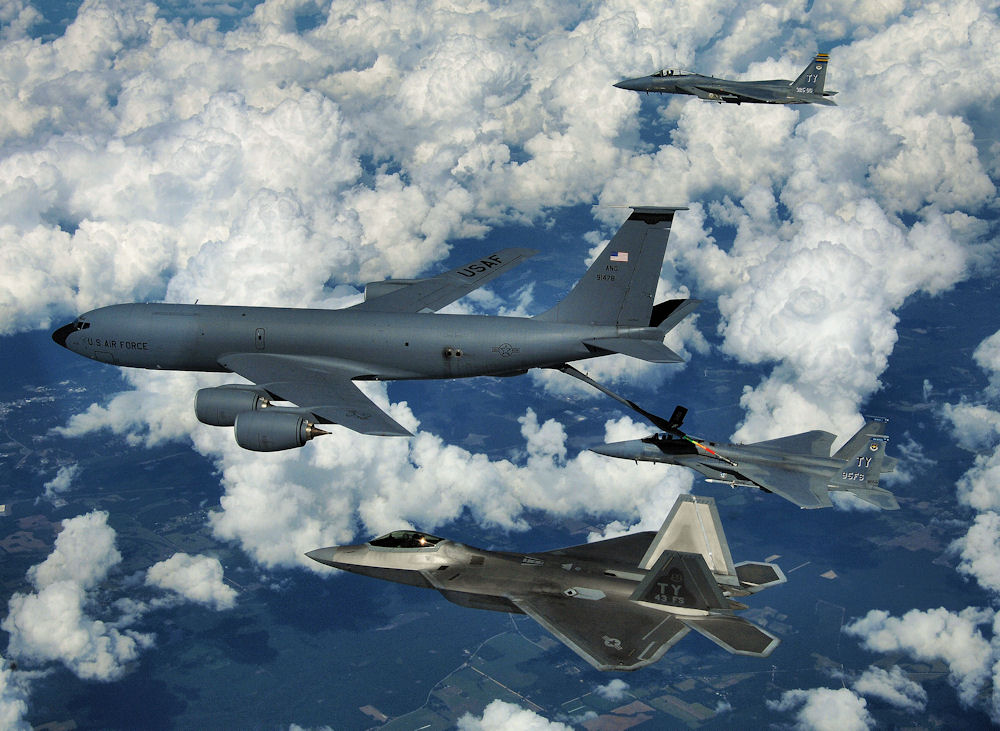
Un F-22 Raptor e due F-15 Eagle della Tyndall Air Force Base partecipano ad una missione di rifornimento in volo con un KC-135 Stratotanker della Mississippi Air National Guard nei cieli della Florida orientale, 22 settembre 2008.

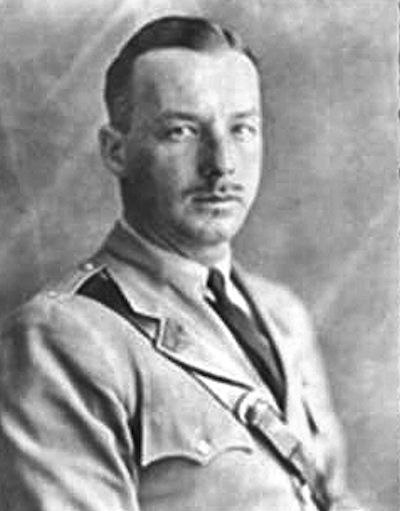
Lieutenant Francis B. Tyndall (1894–1930)

Tyndall Air Force Base è una base United States Air Force sita a 19 km ad est di Panama City (Florida). Si chiama così in onore di un pilota della prima guerra mondiale, Primo tenente Frank Benjamin Tyndall. L'unità operativa e lo stormo "padrone di casa" è il 325th Fighter Wing (325 FW) dell'Air Combat Command (ACC). 
La base è classificata come census-designated place ed ha una popolazione residente di 2 994 persone secondo il censimento del 2010.

## Unità principali

### 325th Fighter Wing (325 FW)
La missione primaria del 325th Fighter Wing è garantire una forza di superiorità aerea in condizioni di prontezza operativa, addestrare i piloti di F-22A Raptor e i relativi specialisti di manutenzione, e addestrare i gestori di battaglia aerea a sostenere le forze aeree combattenti. I compiti operativi sono svolti dal 95th Fighter Squadron. L'addestramento dei piloti è a cura del 43d Fighter Squadron e del 2d Fighter Training Squadron. Il 325th Air Control Squadron addestra i gestori di battaglia aerea da preporre alle unità combattenti di aviazione. Inoltre, il personale dello stormo gestisce la gamma di strumenti di manovra di combattimento aereo per il settore sudorientale, e fornisce F-15 e F-16 pronti alla missione, e forze di superiorità aerea su F-22 a sostegno dei piani di emergenza predisposti dai comandanti di North American Aerospace Defense Command (NORAD) e di First Air Force (1 AF) / Air Forces Northern (AFNORTH).
Dal 1983 al 2010 l'addestramento dei piloti F-15 Eagle fu svolto dal 1st, 2d e 95th Fighter Squadron (FS). Il 1° FS fu disattivato nel 2006, mentre il 2 FS e il 95 FS furono rispettivamente disattivati in maggio e settembre 2010. Nello stesso periodo Tyndall ospitò l'addestramento per il personale di manutenzione di F-15C/D e per gli operatori di intelligence assegnati alle unità dotate dei medesimi velivoli. Il 95 FS fu riattivato nel settembre 2013 nell'ambito del piano di consolidamento F-22 Raptor che spostò gli aerei dei 7th Fighter Squadron a Tyndall. Il 2d Fighter Training Squadron fu attivato nel 2014 nel ruolo di "squadrone aggressore" dotato di T-38 per completare l'addestramento delle unità su F-22.
Il 325th Fighter Wing ospita più di 30 organizzazioni "inquiline" con sede nella Tyndall Air Force Base. Lo stormo (wing) è strutturato nei seguenti gruppi: 325th Operations Group, 325th Maintenance Group, 325th Mission Support Group e 325th Medical Group.

### First Air Force (1 AF)
Il comando principale della First Air Force a Tyndall fa parte dell'Air Combat Command (ACC), che garantisce la sovranità aerea e la relativa difesa agli Stati Uniti continentali. In quanto componente geografica CONUS del bi-nazionale North American Aerospace Defense Command e componente aerea dell'United States Northern Command (USNORTHCOM), la 1 AF garantisce anche sorveglianza e controllo aerospaziali e dirige tutte le attività di sovranità aerea per gli Stati Uniti continentali.

La 1 AF consiste principalmente di personale Active Guard and Reserve (AGR) e Air Reserve Technician (ART) dell'Air National Guard (ANG), con l'aggiunta di ulteriore personale part-time "tradizionale" dell'Air National Guard ed Air Force Reserve. Costituendo un arricchimento operativo dell'ACC, la 1 AF è la sola forza aerea numerata nell'Air National Guard ed è preposta a tutte le unità Air National Guard su caccia F-15 e F-16.

### 53d Weapons Evaluation Group
Il 53d Weapons Evaluation Group (53 WEG) è un'organizzazione interna all'Air Combat Command subordinata al 53d Wing (53 WG) presso Eglin Air Force Base. Tramite suoi squadroni distaccati a Tyndall, il 53 WEG gestisce poligoni di tiro in mare aperto nel golfo del Messico, gestisce programmi di droni-bersaglio che vanno da droni-bersaglio in scala ridotta ad una flotta di QF-4 Phantom II Full-Scale Aerial Targets (FSAT) ("Bersagli aerei a grandezza naturale"), che per lo più sono degli aerei F-4E e F-4G convertiti. Il 53 WEG avrà anche la gestione dei QF-16 nel momento in cui i più vecchi velivoli F-16A e F-16C siano convertiti in FSAT.  Il 53 WEG svolge anche il ruolo di organizzatore principale del "William Tell", l'incontro competitivo annuale per armi aria-aria dell'USAF.
Inoltre, tutti gli Air Battle Manager USAF ("Gestori di battaglia aerea") sono inizialmente addestrati a Tyndall prima di passare a Tinker AFB (Oklahoma) per l'effettivo addestramento specifico sugli aeromobili AWACS E-3 Sentry.
Anche l'Air Force Civil Engineer Center ha la sede principale a Tyndall, mentre l'Air Force Research Laboratory ha alcune strutture nella base.
Fonti per le unità principali

## Storia

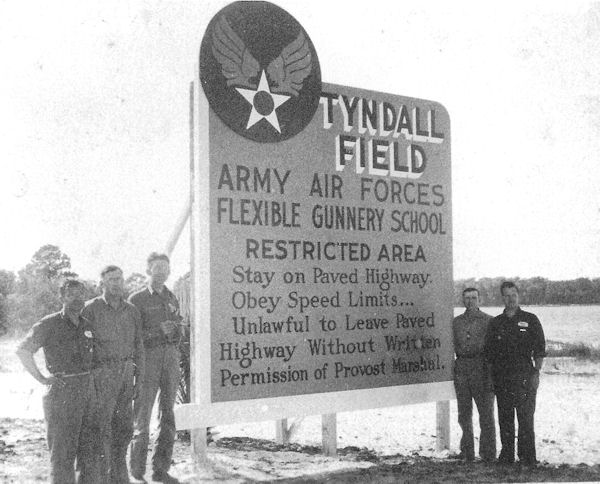
Benvenuti a Tyndall Field, Seconda guerra mondiale

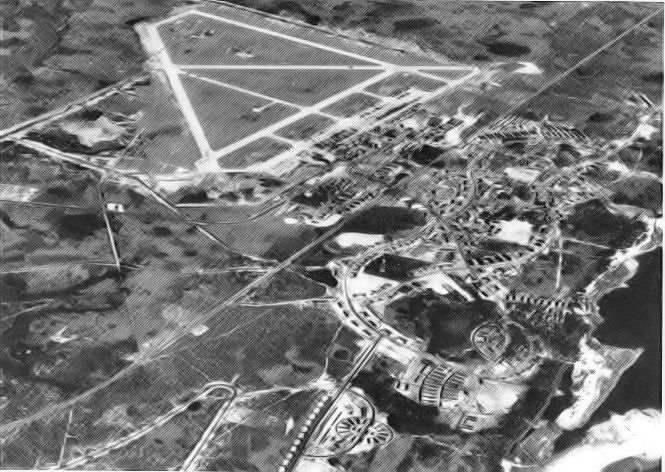
Veduta a volo di uccello di Tyndall Field con orientamento verso est, circa 1944

Tyndall Field fu aperto il 13 gennaio 1941 come poligono per armi di bordo brandeggiabili. Il campo di volo ebbe il nome in onore del primo tenente Frank Benjamin Tyndall (1894–1930). Il tenente Tyndall fu un pilota della prima guerra mondiale, insignito di Silver Star, e comandante del 22d Aero Squadron. Il tenente Tyndall abbatté sei aerei nemici sulla Francia nella Grande Guerra. Rimase ucciso il 15 luglio 1939 presso Mooresville (Carolina del Nord), nello schianto di un Curtiss P-1 Hawk. In seguito all'istituzione della United States Air Force nel 1947, la struttura fu rinominata "Tyndall Air Force Base" il 13 gennaio 1948.

### Seconda guerra mondiale
Nel dicembre 1940 una commissione per il sito decise che la Flexible Gunnery School No. 9 ("Scuola per operatori di armi brandeggiabili n. 9") sarebbe sorta a 19 km sudest di Panama City (Florida) sulla penisola orientale. Il 6 maggio 1941 autorità dell'esercito e locali compirono un'inaugurazione ufficiale della scuola. Il sindaco di Panama City, Harry Fannin, diede il primo colpo di pala sulla sabbia, e il colonnello Warren Maxwell, primo comandante di Tyndall, vibrò la prima accettata sulle tenaci piante di palmetto, molto comuni sulla penisola orientale. La zona era ricoperta di pini e palmetti, vegetazione a macchia e acquitrini. Le ruspe lavorarono giorno e notte per estirpare la macchia e coprire gli acquitrini.
La costruzione era a buon punto, ma la base non aveva ancora un nome. Il membro del Congresso Bob Sikes propose di chiamare la scuola onorando la memoria del tenente Francis B. Tyndall. Originario di Sewall's Point (Florida), il tenente Tyndall fu un pilota di caccia nella Prima guerra mondiale cui furono attribuiti sei abbattimenti di aerei tedeschi ben oltre le linee nemiche nel 1918.
Mentre eseguiva una perlustrazione dei campi di aviazione vicino a Mooresville (Carolina del Nord) il 15 luglio 1930, l'aereo di Tyndall, Curtiss P-1F Hawk, 28–61, precipitò, uccidendolo istantaneamente. Il 13 giugno 1941 il War Department deliberò ufficialmente la denominazione Tyndall Field per la nuova installazione.
Il 7 dicembre 1941 arrivarono a Tyndall Field i primi di 2 000 soldati. Il primo corso di allievi addetti a sistemi d'arma iniziò nel febbraio 1942. Sebbene la costruzione fosse incompleta, istruttori ed allievi iniziarono a prepararsi per il primo corso. La prima classe di 40 allievi cominciò il 23 febbraio 1942. Fra le migliaia di allievi che varcarono le soglie di Tyndall, il più famoso fu l'attore Clark Gable, nel 1943. Lo stesso anno Tyndall ospitò i primi corsi di allievi stranieri, inaugurati con gli avieri francesi. L'anno dopo fu la volta dei cinesi. Attualmente, vi sono allievi stranieri che frequentano l'addestramento per controllori di armi a Tyndall.

### Guerra fredda
Quando terminò la Seconda guerra mondiale, Tyndall Field fu smobilitato. La base fu posta sotto il controllo del Tactical Air Command (TAC) nel 1946, ma questa situazione durò appena tre mesi, poiché Tyndall fu inglobata nell'Air University (AU). Tyndall Field fu di conseguenza rinominato Tyndall Air Force Base mentre la US Air Force divenne una forza armata autonoma nel 1947. Nel settembre 1950 Tyndall divenne un'installazione dell'Air Training Command (ATC), con la designazione di USAF Pilot Instructor School ("Scuola per piloti istruttori USAF"). La base addestrava anche gli operatori Ground Controlled Intercept (GCI, "Intercettazione controllata da terra") oltre a piloti di intercettori ed equipaggi di volo per l'Air Defense Command.
Nell'ambito del programma addestrativo, gli allievi GCI avrebbero diretto i TF-51H Mustang contro gli A-26 Invader "nemici". Alla fine del 1952 entrambi i velivoli furono sostituiti da aviogetti da addestramento Lockheed T-33 Shooting Star. Gli allievi operatori radar aviotrasportati avrebbero iniziato l'addestramento su TB-25 Mitchell muniti di radar, passando poi al Lockheed F-94 Starfire oppure al Northrop F-89 Scorpion. In seguito furono aggiunti ai programmi addestrativi i North American F-86F e F-86D, che nel frattempo erano passati in dotazione all'Air Defense Command (ADC).
Nel settembre 1957 Tyndall divenne una base dell'Air Defense Command, in seguito Aerospace Defense Command, e rimase tale fino all'ottobre 1979, quando l'ADC fu disattivato e tutte le relative basi vennero trasferite al Tactical Air Command. Tyndall fu il comando principale della 73d Air Division ADC verso la fine degli anni 1950, e del Southeast Air Defense Sector di NORAD dal 1960 al 1979. Anche la 20th Air Division aveva la base a Tyndall, che praticamente si occupava della difesa aerea di tutti gli Stati Uniti sudorientali negli anni 1960 e 1970. La 23d Air Division ADC, sempre con base a Tyndall, era preposta alle forze di difesa aerea nel Midwest superiore e negli Stati Uniti centromeridionali.

#### Base di caccia-intercettori

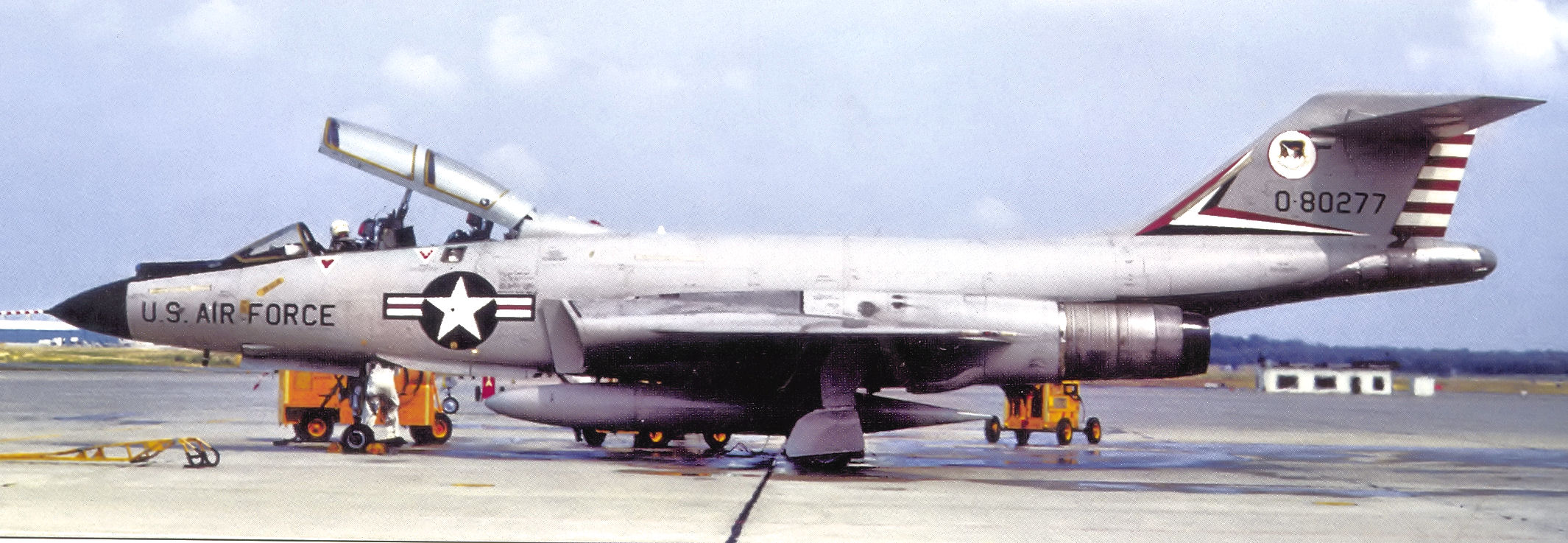
Un McDonnell F-101F-71-MC Voodoo dell'Air Defense Weapons Center. Agosto 1972

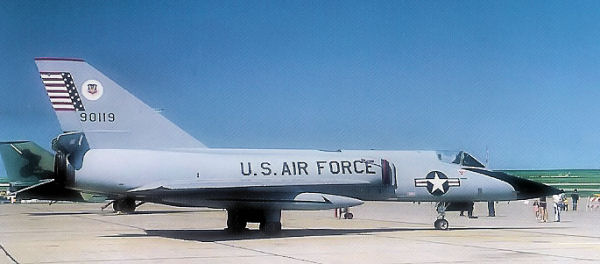
Il Convair F-106A-130-CO Delta Dart AF Serial No. 59-0119 dell'Air Defense Weapons Center, Tyndall AFB (Florida), 1979. Questo aereo fu ritirato nel 1983, convertito in QF-106 Drone (bersaglio senza pilota) ed esplose sul White Sands Missile Range (poligono dell'aeronautica) presso Holloman AFB (New Mexico) il 13 settembre 1991.

Tra la fine degli anni 1950 ed il decennio successivo, la base di volta in volta addestrò piloti di intercettori da assegnare all'ADC su velivoli F-100 Super Sabre, F-101B, F-102A e TF-102B, F-104 Starfighter, e ancora F-106A e B. La base funse da scalo e punto di rifornimento per gli aerei ADC dispiegati in Florida durante la crisi dei missili di Cuba, e poi rischierati in altre basi del sudest poco più tardi. La base conservò una struttura di allerta da cui si lanciavano intercettori F-101 Voodoo e F-102 Delta Dagger per prendere contatto con i velivoli sconosciuti. Tyndall condivise l'addestramento per gli apparecchi F-102 con Perrin AFB (Texas) fino alla chiusura di quest'ultima base, avvenuta a metà del 1971.

#### Stazione radio
Il 1 luglio 1956 Tyndall AFB divenne la stazione operante per la terza fase del programma di radar mobile ADC, con la denominazione TM-198. Attivata dal 678th Aircraft Control and Warning Squadron, Tyndall divenne operativa a supporto del programma di missili terra-aria CIM-10 Bomarc presso Hurlburt Field. Nel 1958 il sito era operante con un radar di ricerca AN/FPS-20 ed un paio di localizzatori di altezza AN/FPS-6 in appoggio al 4751st Air Defense Missile Squadron.
Nel 1962 il radar di ricerca fu aggiornato e riqualificato come AN/FPS-64.Il 31 luglio 1963 il sito fu rinominato NORAD ID Z-198. Nel 1965 Tyndall AFB entrò a far parte del sistema Semi Automatic Ground Environment (SAGE), fornendo dati al DC-09 di Gunter AFB (Alabama). Per effetto di questo inserimento, lo squadrone fu rinominato 678th Radar Squadron (SAGE) il 1º giugno 1965. Lo stesso anno, Tyndall divenne una struttura usata congiuntamente anche dalla Federal Aviation Administration (FAA).
A Tyndall fu altresì assegnata la competenza per funzioni di comando e controllo del sistema Back-Up Interceptor Control (BUIC) II, poi evolutosi in BUIC III. Tyndall conservò questa funzione sino agli anni 1980. il 1º marzo 1970 lo squadrone 678th fu elevato a 678th Air Defense Group.
Oltre alla struttura principale, Tyndall gestiva anche due siti automatizzati Gap Filler AN/FPS-14:
- Carrabelle, FL  (TM-198A): 29°51′57″N 84°37′53″W
- Eglin AFB, FL (TM-198B): 30°33′14″N 86°45′36″W

Il 1 ottobre 1979 questo sito fu posto sotto la giurisdizione del Tactical Air Command in concomitanza alla disattivazione dell'Aerospace Defense Command e alla formazione dell'ADTAC. Il 1º marzo 1983 il 678th Air Defense Group fu disattivato e Tyndall divenne sede del NORAD 23rd ADS (Air Defense Squadron) che gestiva il Southeast Regional Operations Control Center (SE ROCC), poi rinominato Sector Operations Control Center (SOCC).
Il radar localizzatore d'altezza, modificato come AN/FPS-6 intorno al 1977, fu rimosso verso il 1988. Nel 1995 c'era un AN/FPS-64A che svolgeva servizio di radar da ricerca. Il sito attualmente impiega un radar da ricerca ARSR-4 sotto controllo FAA nel quadro del Joint Surveillance System (JSS) come sito "J-11".

### Dagli anni 1990

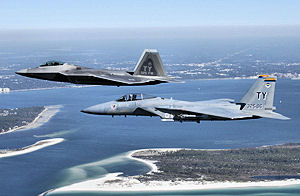
Un F-15C e un F-22A sopra Tyndall AFB, 2008

Nel 1991 Tyndall fu sottoposta ad una riorganizzazione in conseguenza dell'iniziativa assunta dal DOD per snellire la gestione della difesa. Il comando principale della First Air Force, che da sempre era stata la forza aerea numerata preposta alla Air National Guard, si trasferì da Langley AFB (Virginia) a Tyndall. Con lo scioglimento del Tactical Air Command (TAC) nel 1992, Tyndall fu temporaneamente trasferita all'Air Combat Command (ACC) e poi all'Air Education and Training Command (AETC) nel luglio 1993.
Il XXI secolo portò avvenimenti importanti per Tyndall AFB. La base fu scelta come prima sede del più nuovo aereo dell'Air Force, l'F-22 Raptor. Il 2002 segnò un altro evento epocale, poiché il Chief of Staff of the Air Force cambiò la natura del 325th Fighter Wing, da ente amministrativo ad organizzazione di combattimento. Questo riassetto spostò tutte le attività di manutenzione sotto il 325th Maintenance Group e quelle di supporto sotto il 325th Mission Support Group.
Oggi, Tyndall ospita il 325th Fighter Wing, che addestra tutti i piloti di F-22A Raptor. Nel 2012, con l'acquisizione di uno squadrone su F-22 con codice da combattimento, Tyndall AFB ritornò all'Air Combat Command, dopo 19 anni alle dipendenze di AETC.

### Major commandsovraordinati (cronologia)
- Southeast Air Corps Training Center, 16 giugno 1941

USAAC Flexible Gunnery School, marzo 1941
- Air Corps Flying Training Command, 23 gennaio 1942

rinominato Army Air Forces Flying Training Command, 15 marzo 1942
rinominato AAF Training Comd, 31 luglio 1943
- Continental Air Forces, 28 febbraio 1946
- Tactical Air Command, 21 marzo 1946
- Air University, 15 maggio 1946
- Air Training Command, 1 settembre 1950
- Air Defense Command, 1 luglio 1957

rinominato Aerospace Defense Command, 15 gennaio 1968
- Tactical Air Command, 1 ottobre 1979 – 1 giugno 1992
- Air Combat Command, 1 giugno 1992 – 1 luglio 1993
- Air Education and Training Command, 1 luglio 1993 – 30 settembre 2012
- Air Combat Command, 1 ottobre 2012 – oggi

Per il concetto di major command, vedi Lista dei Major Command dell'United States Air Force.

### Grandi unità dipendenti
- 80th Air Base Group, 1 agosto 1941 – 2 ottobre 1942
- 69th Base HQ and Air Base Sq, 6 luglio 1942 – 30 aprile 1944
- 2135th AAF Base Unit, 1 maggio 1944 – 30 ottobre 1945
- 308th AAF Base Unit, 1 marzo 1946 – 27 February 1948
- 500th Aerodrome Gp, 17 maggio 1947 – 27 luglio 1948
- 3625 Training Wing

(varie denominazioni), 28 luglio 1948 – 15 agosto 1958
- USAF Instructor Flight School, 1 ottobre 1949 – 1 dicembre 1951
- USAF Interceptor Weapons School, 20 agosto 1956 – 1 marzo 1970
- 73d Air Division, 1 luglio 1957 – 1 aprile 1966
- 4756th Air Defense Wing, 1 luglio 1957 – 1 gennaio 1968
- 4756th Drone Squadron

Redesignated 4756th Air Depot Squadron, 1 luglio 1957 – 1 luglio 1992
- HQ, Southeast Air Defense Sector, 1 gennaio 1960 – 1 ottobre 1979
- 20th Air Division, 20 gennaio – 1 aprile 1966; 19 November 1969 – 1 ottobre 1979
- 73d Aerospace Surveillance Wing, 17 giugno 1967 – 30 aprile 1971
- USAF Air Defense Weapons Center, 31 ottobre 1967 – 1 luglio 1992
- USAF Pilot Instructors School, 8 ottobre 1967 – 23 agosto 1972
- 23d Air Division, 19 November 1969 – 1 ottobre 1979; 15 aprile 1982 – 1 luglio 1987
- 678th Air Defense Group, 1 marzo 1970 – 1 ottobre 1979
- 4750th Test Squadron, 1 gennaio 1965 – 1 luglio 1992
- 325th Fighter Wing (varie denominazioni), 1 luglio 1981–oggi

1st Fighter Squadron, 1 gennaio 1984 – 15 dicembre 2006
95th Fighter Squadron, 1974 – 21 settembre 2010, ottobre 2013-oggi
2d Fighter Training Squadron, 1973 – 11 maggio 2010, agosto 2014-oggi
- First Air Force, 12 settembre 1991–oggi
- Det 1, 823 Red Horse Squadron, Silver Flag Exercise Site

Fonti per storia, major command sovraordinati e grandi unità dipendenti

## Geografia
Secondo lo United States Census Bureau, la base ha un'area totale di 37,6 km², di cui 37,5 km² terra e 0,2 km² (ossia lo 0,44%) acqua.

## Demografia
|            | Evoluzione demografica |       |
| ---------- | ---------------------- | ----- |
| Censimento | Pop.                   | %±    |
| 1970       | 4248                   | –     |
| 1980       | 4542                   | 6,9   |
| 1990       | 4318                   | -4,9  |
| 2000       | 2757                   | -36,2 |
| 2010       | 2994                   | 8,6   |
| fonte:     |                        |       |

Stando al censimento del 2000, sulla base si trovavano 2757 persone, 663 abitazioni e 653 famiglie. La densità di popolazione era di 73,1 ab./km². Le 663 unità abitative determinavano una media di 17,6 case/km². La composizione razziale risultava 77,8% bianchi, 14,2% afroamericani, 0,5% nativi americani, 3,1% asiatici, <0,1% isolani del Pacifico, 2,8% altre razze e 4,6% di due o più razze. Ispanici e latini di ogni razza erano l'8,3% della popolazione.
Tra le 663 abitazioni l'8,01% ospitava bambini o ragazzi fino a 18 anni, il 90,8% era abitato da coppie sposate, il 5,1% era occupato da donne senza marito e l'1,4% non era assimilabile a famiglie. L'1,2% dei nuclei era costituito da un solo individuo e lo 0,2% comprendeva persone di 65 anni o più anziane. Il numero medio di componenti per abitazione era 3,57 e la dimensione media della famiglia era 3,59.
Nella base la popolazione era distribuita tra il 37,9% sotto i 18 anni, 17,5% da 18 a 24, 42,4% da 25 a 44, 2,1% da 45 a 64 e 0,1% dai 65 anni in su. L'età mediana era 22 anni. Ogni 100 femmine c'erano 121,1 maschi. Ogni 100 femmine dai 18 anni in su c'erano 130,7 maschi.
Il reddito mediano per un'abitazione della base era 34 191 dollari, quello per famiglia 33 897 dollari. Il reddito mediano degli uomini era 25 857 contro 19 821 per le donne. Il reddito pro capite della base era 11 281 dollari. Circa il 3,8% delle famiglie e il 3,6% della popolazione era al di sotto della soglia di povertà, di cui 5,3% avevano meno di 18 anni e nessuno dai 65 in su.